# Basye (Virginia)
Basye es un lugar designado por el censo en el condado de Shenandoah, Virginia  (Estados Unidos). Según el censo de 2010 tenía una población de 1.253 habitantes.

## Demografía
Según el censo del 2000, Basye-Bryce Mountain tenía 986 habitantes, 445 viviendas, y 308 familias. La densidad de población era de 42,7 habitantes por km².
De las 445 viviendas en un 17,3%  vivían niños de menos de 18 años, en un 63,1%  vivían parejas casadas, en un 3,8% mujeres solteras, y en un 30,6% no eran unidades familiares. En el 25,4% de las viviendas  vivían personas solas el 10,6% de las cuales correspondía a personas de 65 años o más que vivían solas. El número medio de personas viviendo en cada vivienda era de 2,22 y el número medio de personas que vivían en cada familia era de 2,59.
Por edades la población se repartía de la siguiente manera: un 16,8% tenía menos de 18 años, un 4,9% entre 18 y 24, un 19% entre 25 y 44, un 36,3% de 45 a 60 y un 23% 65 años o más.
La edad media era de 51 años.  Por cada 100 mujeres de 18 o más años  había 100 hombres.
La renta media por vivienda era de 49.600$ y la renta media por familia de 49.632$. Los hombres tenían una renta media de 25.625$ mientras que las mujeres 25.156$. La renta per cápita de la población era de 24.543$. En torno al 5,7% de las familias y el 8,9% de la población estaban por debajo del umbral de pobreza.

## Localidades adyacentes
El siguiente diagrama muestra a las localidades más próximas a Basye.